# Dornholzhausen (Langgöns)
Dornholzhausen ist ein Ortsteil der Gemeinde Langgöns im mittelhessischen Landkreis Gießen. Zum Ort gehören die Siedlungen Knorrhof und Strauchhof.

## Geographie
Dornholzhausen liegt am Westrand der Wetterau, an die sich im Westen die Nordostausläufer des Wetzlarer Hintertaunus anschließen. An der Nordostgrenze des Naturparks Taunus befindet es sich rund 3,5 km westlich von Langgöns im Tal des Lahn-Zuflusses Kleebach, in den im Dorf der Strauchbach mündet. In Richtung Norden und Osten öffnet sich die Landschaft zur von sanften Hügeln gekennzeichneten und wesentlich dichter besiedelten Wetterau. Durch den Ort verläuft die Landesstraße 3129.

## Geschichte

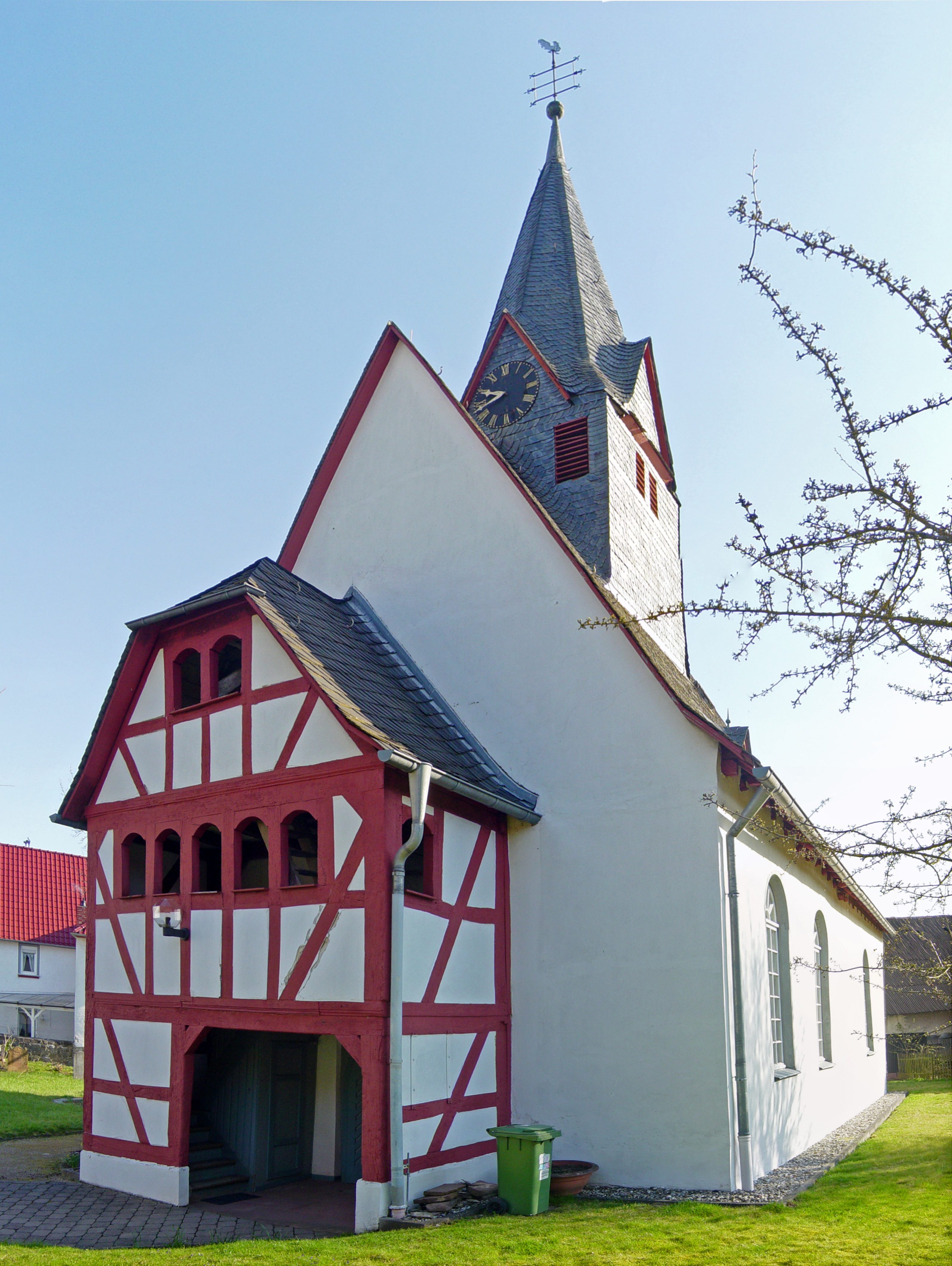
Ev. Kirche, sekundärer Fachwerkvorbau im Westen, verschiefertes Satteldach, achtseitiger Spitzhelm.

### Ortsgeschichte
Die älteste bekannte schriftliche Erwähnung von Dornholzhausen erfolgte im Jahr 815 unter dem Namen Holzhusen im Lorscher Codex. Eine gesicherte Zuordnung der Belege aus dem 8. Jahrhundert im „Lorscher Codex“ ist nicht möglich, da die Bezeichnungen Holzhusen in den Jahren 774 und 790 sich nicht unbedingt auf Dornholzhausen beziehen. Im Jahre 1294 wird das Dorf dann als Durrenholzhusen  bezeichnet.
Die Evangelische Kirche Dornholzhausen entstand im Jahr 1717 durch den Umbau einer kleinen Kapelle aus dem Ende des 12. Jahrhunderts.
Im Zuge der Gebietsreform in Hessen wurde die bis dahin selbständige Gemeinde Dornholzhausen zum 1. Januar 1977 mit vier weiteren Gemeinden durch das Gesetz zur Neugliederung des Dillkreises, der Landkreise Gießen und Wetzlar und der Stadt Gießen zur neuen Großgemeinde Langgöns zusammengeschlossen. Für die nach Langgöns eingegliederten Gemeinden wurde je ein Ortsbezirk gebildet. Als Verwaltungssitz wurde der Ortsteil Lang-Göns festgelegt.

### Verwaltungsgeschichte im Überblick
Die folgende Liste zeigt die Staaten und Verwaltungseinheiten, denen Dornholzhausen angehört(e):
- ab 14. Jahrhundert: Heiliges Römisches Reich, Amt Hüttenberg (Kondominium: Grafschaft Nassau und  Landgrafschaft Hessen)
- ab 1567: Heiliges Römisches Reich, Amt Hüttenberg (Kondominium: Grafschaft Nassau und Landgrafschaft Hessen-Marburg)[7]
- 1604–1648: hessischer Anteil strittig zwischen Landgrafschaft Hessen-Darmstadt und Landgrafschaft Hessen-Kassel (Hessenkrieg)
- ab 1604: Heiliges Römisches Reich, Amt Hüttenberg (Kondominium: Grafschaft Nassau und Landgrafschaft Hessen-Darmstadt)
- ab 1703: Heiliges Römisches Reich, Grafschaft Nassau-Weilburg (durch Teilungsvertrag), Oberamt Atzbach, Amt Hütten- und Stoppelberg[8][9]
- ab 1806: Herzogtum Nassau,[Anm. 2] Amt Hüttenberg
- ab 1816: Königreich Preußen,[Anm. 3] Provinz Großherzogtum Niederrhein, Regierungsbezirk Koblenz, Kreis Wetzlar[Anm. 4]
- ab 1822: Königreich Preußen, Rheinprovinz, Regierungsbezirk Koblenz, Kreis Wetzlar[Anm. 5]
- ab 1871: Deutsches Reich, Königreich Preußen, Rheinprovinz, Regierungsbezirk Koblenz, Kreis Wetzlar
- ab 1918: Deutsches Reich(Weimarer Republik), Freistaat Preußen, Rheinprovinz, Regierungsbezirk Koblenz, Kreis Wetzlar
- ab 1932: Deutsches Reich, Freistaat Preußen, Provinz Hessen-Nassau, Regierungsbezirk Wiesbaden, Kreis Wetzlar
- ab 1944: Deutsches Reich, Freistaat Preußen, Provinz Nassau, Landkreis Wetzlar
- ab 1945: Deutsches Reich, Amerikanische Besatzungszone,[Anm. 6] Groß-Hessen, Regierungsbezirk Wiesbaden, Landkreis Wetzlar
- ab 1946: Deutsches Reich, Amerikanische Besatzungszone, Hessen, Regierungsbezirk Wiesbaden, Landkreis Wetzlar
- ab 1949: Bundesrepublik Deutschland, Hessen, Regierungsbezirk Wiesbaden, Landkreis Wetzlar
- ab 1968: Bundesrepublik Deutschland, Hessen, Regierungsbezirk Darmstadt, Landkreis Wetzlar
- ab 1977: Bundesrepublik Deutschland, Hessen, Regierungsbezirk Darmstadt, Lahn-Dill-Kreis, Gemeinde Langgöns
- ab 1979: Bundesrepublik Deutschland, Hessen, Regierungsbezirk Darmstadt, Landkreis Gießen, Gemeinde Langgöns
- ab 1981: Bundesrepublik Deutschland, Hessen, Regierungsbezirk Gießen, Landkreis Gießen, Gemeinde Langgöns

## Bevölkerung
Einwohnerstruktur 2011
Nach den Erhebungen des Zensus 2011 lebten am Stichtag dem 9. Mai 2011 in Dornholzhausen 1071 Einwohner. Darunter waren 24 (2,2 %) Ausländer. Nach dem Lebensalter waren 168 Einwohner unter 18 Jahren, 489 zwischen 18 und 49, 231 zwischen 50 und 64 und 183 Einwohner waren älter. Die Einwohner lebten in 450 Haushalten. Davon waren 123 Singlehaushalte, 129 Paare ohne Kinder und 150 Paare mit Kindern, sowie 36 Alleinerziehende und 9 Wohngemeinschaften. In 75 Haushalten lebten ausschließlich Senioren und in 321 Haushaltungen lebten keine Senioren.
Einwohnerentwicklung
| Dornholzhausen: Einwohnerzahlen von 1834 bis 2021 | Dornholzhausen: Einwohnerzahlen von 1834 bis 2021 | Dornholzhausen: Einwohnerzahlen von 1834 bis 2021 | Dornholzhausen: Einwohnerzahlen von 1834 bis 2021 | Dornholzhausen: Einwohnerzahlen von 1834 bis 2021 |
| --- | ------------------------------------------------- | ------------------------------------------------- | ------------------------------------------------- | ------------------------------------------------- |
| Jahr |                                                   |                                                   |                                                   | Einwohner                                         |
| 1834 | 1834                                              |                                                   | 435                                               | 435                                               |
| 1840 | 1840                                              |                                                   | 421                                               | 421                                               |
| 1846 | 1846                                              |                                                   | 459                                               | 459                                               |
| 1852 | 1852                                              |                                                   | 460                                               | 460                                               |
| 1858 | 1858                                              |                                                   | 438                                               | 438                                               |
| 1864 | 1864                                              |                                                   | 452                                               | 452                                               |
| 1871 | 1871                                              |                                                   | 465                                               | 465                                               |
| 1875 | 1875                                              |                                                   | 455                                               | 455                                               |
| 1885 | 1885                                              |                                                   | 436                                               | 436                                               |
| 1895 | 1895                                              |                                                   | 415                                               | 415                                               |
| 1905 | 1905                                              |                                                   | 445                                               | 445                                               |
| 1910 | 1910                                              |                                                   | 460                                               | 460                                               |
| 1925 | 1925                                              |                                                   | 479                                               | 479                                               |
| 1939 | 1939                                              |                                                   | 482                                               | 482                                               |
| 1946 | 1946                                              |                                                   | 721                                               | 721                                               |
| 1950 | 1950                                              |                                                   | 707                                               | 707                                               |
| 1956 | 1956                                              |                                                   | 689                                               | 689                                               |
| 1961 | 1961                                              |                                                   | 675                                               | 675                                               |
| 1967 | 1967                                              |                                                   | 700                                               | 700                                               |
| 1970 | 1970                                              |                                                   | 755                                               | 755                                               |
| 1976 | 1976                                              |                                                   | 762                                               | 762                                               |
| 1978 | 1978                                              |                                                   | 828                                               | 828                                               |
| 1982 | 1982                                              |                                                   | 885                                               | 885                                               |
| 1986 | 1986                                              |                                                   | 948                                               | 948                                               |
| 1990 | 1990                                              |                                                   | 1.010                                             | 1.010                                             |
| 1994 | 1994                                              |                                                   | 1.061                                             | 1.061                                             |
| 1998 | 1998                                              |                                                   | 1.123                                             | 1.123                                             |
| 2000 | 2000                                              |                                                   | 1.105                                             | 1.105                                             |
| 2006 | 2006                                              |                                                   | 1.086                                             | 1.086                                             |
| 2011 | 2011                                              |                                                   | 1.071                                             | 1.071                                             |
| 2016 | 2016                                              |                                                   | 1.034                                             | 1.034                                             |
| 2021 | 2021                                              |                                                   | 1.075                                             | 1.075                                             |
| Datenquelle: Historisches Gemeindeverzeichnis für Hessen: Die Bevölkerung der Gemeinden 1834 bis 1967. Wiesbaden: Hessisches Statistisches Landesamt, 1968. Weitere Quellen: LAGIS; Zensus 2011 |                                                   |                                                   |                                                   |                                                   |

Historische Religionszugehörigkeit
| • 1836: | 435 evangelische, ein katholischer Einwohner                       |
| • 1961: | 577 evangelische (= 85,48 %), 97 katholische (= 14,37 %) Einwohner |

## Politik
Für Dornholzhausen besteht ein Ortsbezirk (Gebiete der ehemaligen Gemeinde Dornholzhausen) mit Ortsbeirat und Ortsvorsteher nach der Hessischen Gemeindeordnung.
Der Ortsbeirat besteht aus sieben Mitgliedern. Bei den Kommunalwahlen in Hessen 2021 betrug die Wahlbeteiligung zum Ortsbeirat 60,80 %. Dabei wurden gewählt: drei Mitglieder der der CDU, zwei Mitglieder der SPD und je ein Mitglied der „Freien Wählergemeinschaft“ (FWG) und des Bündnis 90/Die Grünen. Der Ortsbeirat wählte Thorsten Fuchs (FWG) zum Ortsvorsteher.

## Infrastruktur
Im Ort gibt es eine Kindertagesstätte, ein Bürgerhaus und einen Sportplatz.

## Persönlichkeiten
- Paul Schneider (1897–1939), von 1926 bis 1934 Pfarrer der pfarramtlich verbundenen Kirchengemeinden Hochelheim und Dornholzhausen.
- Volker Michel (* 5. Mai 1973 in Dornholzhausen) ist ein ehemaliger deutscher Handballspieler.